# Atractus ventrimaculatus
Espèce
Atractus ventrimaculatus est une espèce de serpents de la famille des Dipsadidae.

## Répartition
Cette espèce est endémique de l'État de Mérida au Venezuela.

## Description
L'holotype de Atractus ventrimaculatus mesure 430 mm dont 30 mm pour la queue. Cette espèce a la face dorsale variant de l'olive au brun noirâtre, soit uniforme sous avec des taches sombres et claires. Une ligne longitudinale noire est parfois présente sur son dos. Sa face ventrale est blanchâtre et fortement tachetée de noir.

## Étymologie
Son nom d'espèce, dérivé du latin venter, « ventre », et macula, « tache », lui a été donné en référence à sa livrée.

## Publication originale
- Boulenger, 1905 : Descriptions of new snakes in the collection of the British Museum. Annals and Magazine of Natural History, sér. 7, vol. 15, p. 453-456 (texte intégral).